# Montvendre
Montvendre est une commune française située dans le département de la Drôme, en région Auvergne-Rhône-Alpes.

## Géographie

### Localisation
Le village de Montvendre est situé à 11 km de Valence et à 4 km au sud de Chabeuil, au pied des contreforts du Vercors.

### Relief et géologie
La commune de Montvendre est située dans la plaine de Valence.
Sites particuliers :

#### Géologie
Montvendre est composée de sols argileux.

### Hydrographie
Le village est au confluent de deux rivières, le Riousset et le Bost, qui prennent leur source toutes les deux sur la commune de Barcelonne. Leurs eaux se jettent dans la Véore.

### Climat
Pour des articles plus généraux, voir Climat d'Auvergne-Rhône-Alpes et Climat de la Drôme.
En 2010, le climat de la commune est de type climat méditerranéen altéré, selon une étude du CNRS s'appuyant sur une série de données couvrant la période 1971-2000. En 2020, Météo-France publie une typologie des climats de la France métropolitaine dans laquelle la commune est exposée à un climat de montagne ou de marges de montagne et est dans la région climatique  Moyenne vallée du Rhône, caractérisée par un bon ensoleillement en été (fraction d’insolation > 60 %), une forte amplitude thermique annuelle (4 à 20 °C), un air sec en toutes saisons, orageux en été, des vents forts (mistral), une pluviométrie élevée en automne (250 à 300 mm).
Pour la période 1971-2000, la température annuelle moyenne est de 12,4 °C, avec une amplitude thermique annuelle de 17,7 °C. Le cumul annuel moyen de précipitations est de 960 mm, avec 7,7 jours de précipitations en janvier et 5,4 jours en juillet. Pour la période 1991-2020, la température moyenne annuelle observée sur la station météorologique de Météo-France la plus proche, « Valence-Chabeui », sur la commune de Chabeuil à 3 km à vol d'oiseau, est de 13,3 °C et le cumul annuel moyen de précipitations est de 873,9 mm,. Pour l'avenir, les paramètres climatiques de la commune estimés pour 2050 selon différents scénarios d'émission de gaz à effet de serre sont consultables sur un site dédié publié par Météo-France en novembre 2022.

### Voies de communications et transports
La commune est desservie par la RN 538.
La commune est traversée (à l'ouest) par le TGV Méditerranée. La gare TGV la plus proche est celle de Valence-Alixan.

## Urbanisme

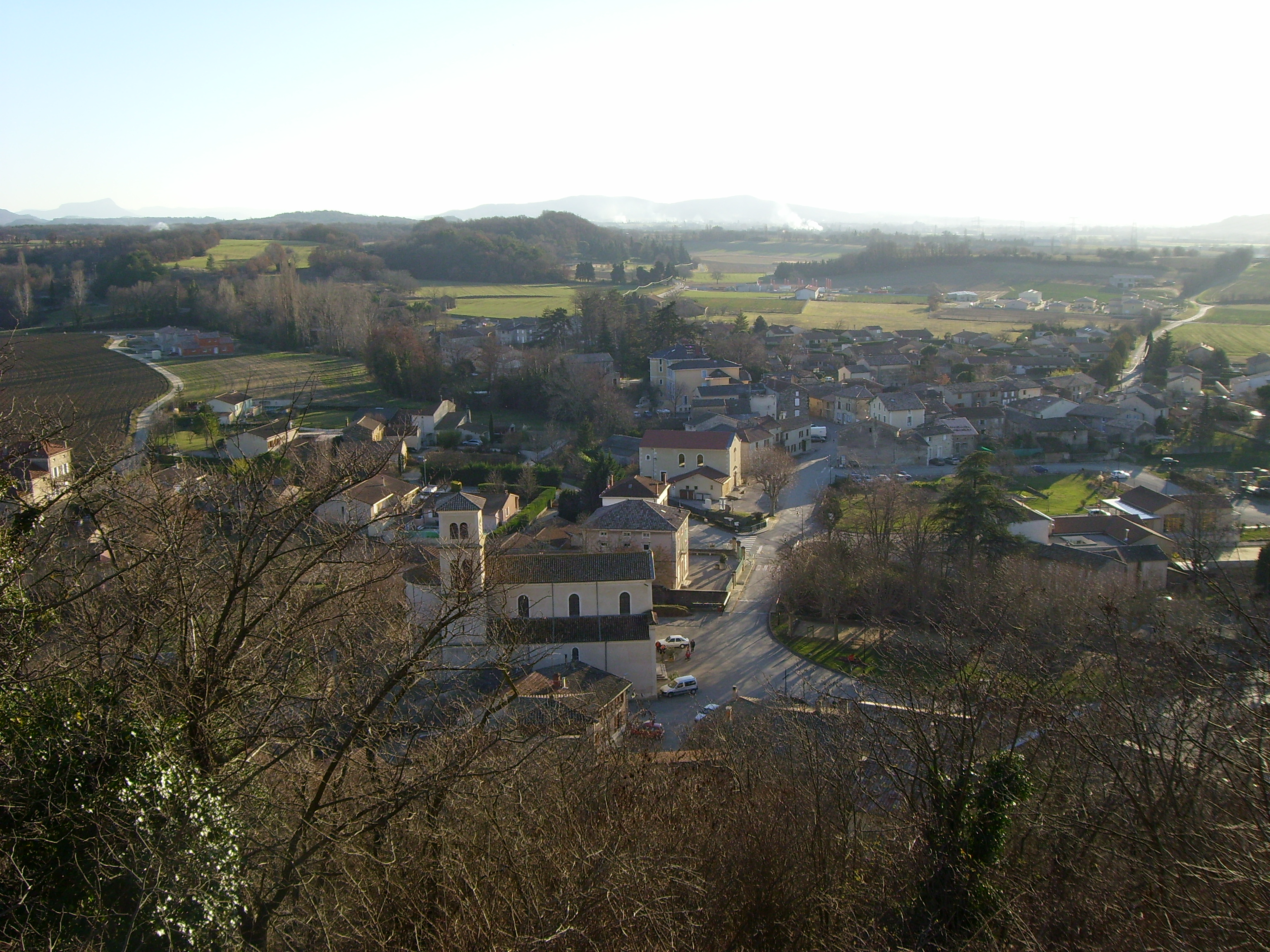
Vue de Montvendre depuis le calvaire.

### Typologie
Au 1er janvier 2024, Montvendre est catégorisée bourg rural, selon la nouvelle grille communale de densité à 7 niveaux définie par l'Insee en 2022.
Elle est située hors unité urbaine. Par ailleurs la commune fait partie de l'aire d'attraction de Valence, dont elle est une commune de la couronne,. Cette aire, qui regroupe 71 communes, est catégorisée dans les aires de 200 000 à moins de 700 000 habitants,.

### Occupation des sols
L'occupation des sols de la commune, telle qu'elle ressort de la base de données européenne d’occupation biophysique des sols Corine Land Cover (CLC), est marquée par l'importance des territoires agricoles (88,8 % en 2018), une proportion sensiblement équivalente à celle de 1990 (89,1 %). La répartition détaillée en 2018 est la suivante : 
terres arables (81,4 %), forêts (8,4 %), zones agricoles hétérogènes (4,9 %), prairies (2,5 %), zones urbanisées (1,8 %), espaces ouverts, sans ou avec peu de végétation (1 %). L'évolution de l’occupation des sols de la commune et de ses infrastructures peut être observée sur les différentes représentations cartographiques du territoire : la carte de Cassini (XVIIIe siècle), la carte d'état-major (1820-1866) et les cartes ou photos aériennes de l'IGN pour la période actuelle (1950 à aujourd'hui).

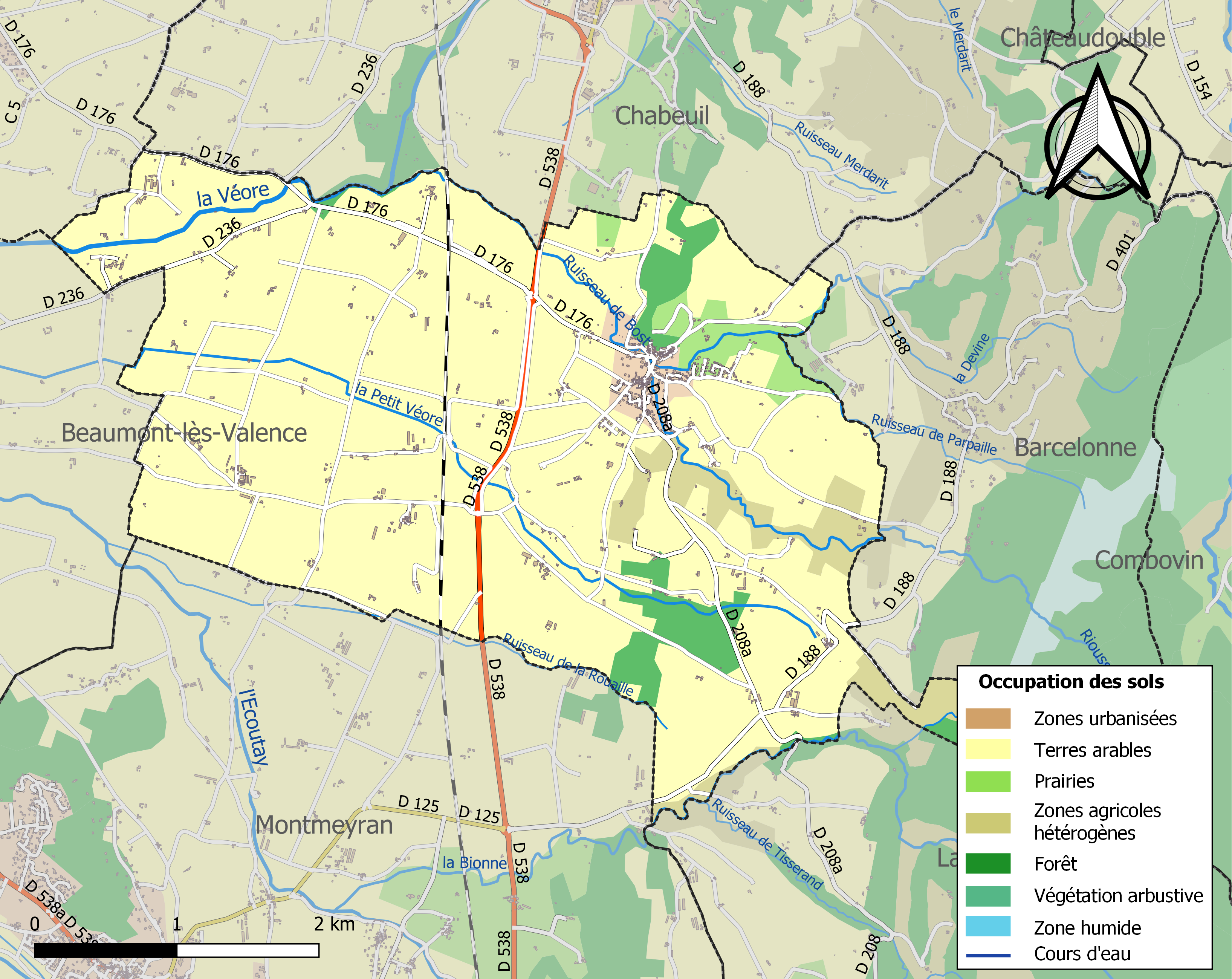
Carte des infrastructures et de l'occupation des sols de la commune en 2018 (CLC).

### Morphologie urbaine
Le village est situé au pied d'une colline calcaire, à l'abri du vent du nord[réf. nécessaire].

#### Quartiers, hameaux et lieux-dits
Site Géoportail (carte IGN, ordre alphabétique) :
- Bel Air
- Bellevue
- Berthe
- Carerou
- Chansaud
- Chassagne
- Cimetière Saint-Pierre
- Combe Léorat
- Côte Malle
- Croix Saint-Joseph
- Écancières
- Ferme Margier
- Giraudon
- Gourgouret
- l'Abbaye
- la Chirouze
- la Combe
- la Garenne
- l'Alary
- l'Allard
- la Molle
- la Rolière
- l'Aube
- Lauriant
- le Bois de la Guerre
- le Claveton
- le Devès
- le Fond d'Armand
- le Grand Ossel
- le Palais
- le Petit Ossel
- le Plaçon
- le Pré du Roi
- les Auches
- les Béalets
- les Berchets
- les Bruyères
- les Bruyères
- les Châtaigniers
- les Cordières
- les Dourcines
- le Serre
- les Farons
- les Ferrands
- les Gorres
- les Marais
- les Mèges
- les Merles
- les Mures Nord
- les Mures Sud
- les Paluds
- les Pinets
- les Réserves
- les Romieux
- les Sables
- les Trois Croix
- les Valensayes
- les Véores
- les Virettes
- le Théolet
- le Tuilier
- l'Oberie
- Molière
- Panette
- Peymieux
- Plan du Moulin
- Pont de Bost
- Pont de Chaillard
- Riousset
- Villeplat

Autre liste des quartiers :
- Allard
- Bel Air
- Bellevue
- Blagnat
- Bois de la Cote Male
- Bois de la Cour
- Chansaud
- Chassagne
- Châtaigniers
- Combe Léorat
- Font d'Armand
- Gourgouret
- la Combe
- la Croix
- la Garenne
- la Molle
- la Rolière
- l'Aube
- Legat
- le Grand Ossel
- le Moulin
- le Palais
- les Auches
- les Béalets
- les Bruyères
- les Chirouzes
- les Cordieres
- les Devès
- les Dourcines
- les Driades
- les Farons
- les Ferrands
- les Gorres
- les Marais
- les Merles
- les Molières
- les Mures
- les Pinets
- les Réserves
- les Romieux
- les Sables
- les Valensayes
- les Véores
- les Virettes
- le Théolet
- le Tuilier
- l'Oberie
- Mornas
- Pallud
- Panette
- Riousset
- Villeplat

Anciens quartiers, hameaux et lieux-dits :
- Advenant est le nom d'un quartier et d'une ferme attestés en 1891[15].
- Allard est un hameau attesté en 1891. Il était dénommé la grange du sieur Dallard, au terroir de Batarnay en 1617 (terrier de l'évêché de Valence)[16].
- Blagnat est un quartier attesté :

en 1430 : crosus de Blanhiaco (terrier de l'évêché de Valence).
en 1483 : in Blanaco (terrier de Beaumont).
au XIXe siècle : jas de Blagnat (Carte d'état-major).
en 1891 : Blagnat : quartier des communes de Montvendre et Montmeyran.
en 2004-2021 : il est mentionné dans une liste des quartiers.[réf. nécessaire]
- Les Ferrands est un hameau toujours habité par les Ferrand[réf. nécessaire]. Il est attesté[18] :

en 1677 : la grange des Ferranz (terrier de l'évêché de Valence).
en 1891 : Les Ferrands.
- Les Romieux est un hameau qui porte le nom de notables du XVe siècle[réf. nécessaire]. Il est attesté[19] :

en 1508 : terra Romyorum (terrier de l'évêché de Valence).
en 1547 : la terre des Romyeulx (terrier de l'évêché de Valence).
en 1891 : Les Romieux, hameau de la commune de Montvendre.
- l'Obérie est un quartier attesté :

en 1508 : Chiranova seu Loberia (terrier de l'évêque de Valence).
au XVIIIe siècle : Laubarie (Carte de Cassini).
en 1891 : L'Obérie.
vers 2020 : L'Oberie.
Le toponyme dériverait soit de laub ou lub (feuillage ou arbre) soit de aubière (lieu planté de peupliers blancs, auba)[réf. nécessaire].

## Toponymie

### Attestations
- 1100 : de Monte Vendrio (cartulaire de Romans, 310)[21].
- 1120 : mention du prieur : Petrus de Monte Vendrio (témoin, avec Étienne de Mont, à une donation faite au monastère de la Grande Chartreuse par Étienne, abbé de la Chaise-Dieu)[22].
- 1157 : castrum Montis Veneris (Gall. christ., XVI, 104)[21].
- 1158 : un Pétri de Monte Vendrio est mentionné (archives du chapitre de l'abbaye de Saint-Ruf de Valence)[23].
- 1171 : Montvenre (cartulaire de Léoncel, 19)[21].
- 1184 : un archiprêtre Imbertus de Monte Veneris est mentionné (archives du chapitre de l'abbaye de Saint-Ruf de Valence)[23].
- 1202, 1229 et 1231 : castrum Montis Veneris[24],[25][source insuffisante],[26].
- 1234 : Montisveneris (Étoile, 29 août 1342) : hommage lige et serment prêtés au comte de Valence par Pons de Montvendre, de Montélier, damoiseau, pour environ cinquante setérées de terre au mandement de Châteaudouble, lieu-dit Lussaye)[27].
- 1238 : castrum Montis Veneris[24],[25][source insuffisante].
- 1257 : castrum Montis Veneris[24][source insuffisante].
- 1288 : Monte Veneris[28].
- 1441 : Montis Veneris[29].
- 1506: Montis Veneris[30]
- 1483 : apud Montem Veneris (de Coston, Étym. de la Drôme, 44)[21].
- 1891 : Montvendre, commune du canton de Chabeuil[21].

### Étymologie
La première partie du toponyme provient du latin mons « montagne, mont, élévation » qui peut désigner une simple colline, en pays de plaine.
La deuxième partie viendrait du latin Venus (génitif Veneris) :
- La tradition locale parle d'un temple dédiée à Vénus qui aurait pu se trouver au niveau du prieuré de la chapelle du cimetière Saint-Pierre. Cependant, la Carte archéologique de la Drôme de 1957 ne fait mention que de la découverte, en 1876, de 400 à 500 monnaies florentines[31].
- Cette attribution à Vénus semble être une déformation du toponyme primitif[32].
- Certains rapprochent ce Veneris d'un évêque de Milan, un saint du Ve siècle qui se nommait Venerius, Venerio, Venere mais qui était également appelé vulgairement Vendrio ou Vendre[33]
- Un autre saint est mentionné au VIIe siècle. Nommé Venere (ou Venerio), il vécut en ermite sur l'île du Tino jusqu'à sa mort en 630 et aurait donné son nom à son lieu d'ermitage, Porto Venere (près de La Spezia en Italie)[34].

## Histoire
Pour un article plus général, voir Histoire de la Drôme.

### Préhistoire
Paléolithique moyen : des éclats levallois épais ont été trouvés près du pont de Chaillard, sur la Véore, par monsieur Garnier,.
Le premier âge du Fer est attesté sur les marges orientales de la plaine de Valence, notamment sur les communes de Montélier, de Chabeuil et de Montvendre.

Des fouilles ont été faites lors de la construction de la ligne TGV Méditerranéen entre Lyon et Marseille. À Chabeuil, il ne s'agit que de mobilier épars ; en revanche, les sites des Claveysonnes (Montélier) et des Châtaigniers-nord (Montvendre) ont livré quelques structures.

Un habitat hallstattien a été découvert, avec plusieurs tessons de céramique.

### Protohistoire
La plaine de Valence fait partie du territoire de la tribu gauloise des Segovellaunes.

### Antiquité: les Gallo-romains
L'origine latine du toponyme laisse penser à la présence d'un temple de Vénus sur la commune. Certains historiens pensent à une reconversion romaine d'un ancien lieu de culte gaulois[réf. nécessaire].

Aucune trouvaille archéologique n'a été faite concernant un lieu de culte quelconque.
Lors de la construction de la ligne TGV Méditerranéen, au quartier Les Châtaigniers, les fouilles ont permis la découverte des plus anciennes productions kaolinitiques du secteur (dans un lot daté provisoirement du milieu du Ier siècle avant notre ère). La moitié du vaisselier est constituée de céramiques communes grises dont le répertoire s'apparente en partie à celui des pâtes rouges.
Des pièces de monnaie romaines ont été trouvées au Champ du Pin près du hameau des Ferrands[réf. nécessaire].

Sur ce même lieu a été mis au jour, lors d'un aménagement de la ferme équestre Les Pialoux, un moulin de type pompéien associé à une probable villa.
La plus grande partie de la plaine de Valence était divisée en lots carrés distribués aux vétérans de l'armée.

Le long de l'ancienne voie gauloise, devenue romaine, de Vienne à Cavaillon, on suppose l'existence de villae, de riches propriétés, avec des allées plantées d'arbres perpendiculaires à la voie. Ces villas avaient souvent des cimetières dans leur voisinage, ce qui expliquerait les toponymes Grand Ossel et Petit Ossel bien que l'on n'ait jamais retrouvé d'ossements.
Vers 440 : des Alains sont installés dans la plaine de Valence par les autorités romaines.

### Du Moyen Âge à la Révolution
Lors du partage de l'empire carolingien, Montvendre fait partie du royaume de Lothaire. Le territoire passe ensuite au royaume d'Arles puis au Saint-Empire romain germanique.
La première mention du village date de 1100 (document de l'abbaye de la Collégiale Saint-Barnard de Romans-sur-Isère, preuve que cette dernière y avait certains droits féodaux.
Le village est bâti au pied de la colline où se dresse le château fort (dont il ne reste que la motte castrale)[réf. nécessaire].
La seigneurie
- Au point de vue féodal, la terre appartenait à une famille de son nom[21].
- 1183 : les Montvendre donnent la seigneurie aux évêques de Valence[21].

Humbert de Montvendre (fils de Pierre), « croyant racheter ses fautes », donne Montvendre et Beaumont à Oddon de Chaponnay, évêque de Valence[réf. nécessaire]).
- 1222 : le successeur d'Odon cède Montvendre et Beaumont à Silvion de Crest qui devient doyen du chapitre de Valence[43],[réf. nécessaire].
- 1226 : l'évêque de Valence Guillaume de Savoie (évêque de 1226 à 1238) entre en possession des châteaux d'Aouste et de Divajeu, et d'une part du château de Crest, avec leurs mandements et dépendances. Il n'en conserve que l'usufruit. On lui concède en bénéfice personnel le château de Montvendre et le village de Beaumont, avec leurs mandements[44].
- 1238 (novembre) : à Crémone, l'empereur Frédéric II reçoit à sa cour Guillaume de Savoie et lui renouvelle le privilège donné par son aïeul l'empereur Frédéric I Barberousse). Guillaume est investi des droits régaliens, châteaux, fortifications et possessions de la ville et diocèse de Valence : comté, églises, abbayes, monastères, foire, marché, duels, monnaie, routes, etc. ; le château de Montvendre ainsi que ceux d'Alixan, Montélier, Montéléger, la Baume, Fiancey, Livron, Loriol, Châteauneuf, Châteaudouble, Etoile, Allex, Saou, Eurre, Upie, le Coppe, Hostun et Mirmande, les bastides de Confolens, Lésignan. L'exercice de la justice lui appartient tant au civil qu'au criminel ; lui seul peut exiger des péages de l'Isère à Montélimar et de Crest à Soyons ; il prélèvera à Valence, à Livron ou ailleurs douze deniers par charge de cheval[44].
- 1783 : les évêques cèdent une partie des droits aux Starot de Saint-Germain[21] (ou 1786[1]).

Histoire détaillée
En 1157, l'empereur Frédéric I Barberousse donne pouvoir à l'évêque de Valence sur un certain nombre de places, dont Montvendre.
En 1178 : en Arles, Guillaume Ier de Poitiers, comte de Valentinois, intervient en faveur des chanoines de Saint-Ruff pour leurs possessions à Montvendre et à Montmeyran.
XIIe siècle : un prieuré de moines bénédictins dédié à Saint-Pierre-aux-Liens était situé sur le promontoire au centre de la commune. Ce prieuré dépendait de Beaumont et, par delà, de la puissante abbaye de la Chaise-Dieu (Haute-Loire). L'église du prieuré était probablement paroissiale ; ses desservants (deux ou trois) percevaient les dîmes. Un cimetière devait exister à côté de la chapelle (mais il ne sera attesté qu'en 1305 avec une donation de Briande Ebrand demandant à y être inhumée.
En 1283, l'évêque de Valence Jean de Genève est impliqué dans le conflit sanglant (débuté en 1189) entre les comtes de Poitiers-Valentinois et les évêques de Valence et de Die[réf. nécessaire].

Il fait construire un véritable système fortifié (château, remparts, porte, donjon et garnison). la construction en est confiée aux chanoines augustins de Saint-Ruf de Valence. Il n'en reste aujourd'hui que la porte fortifiée[réf. nécessaire].
L'évêque ordonne aussi la construction d'une chapelle dédiée à Sainte-Marie. On ne sait pas s'il faut confondre ce sanctuaire avec l'église Saint-Blaise construite par la suite en dehors des murs, à côté de la porte.

Un capitaine-châtelain est chargé de la défense, de l'administration et de la justice épiscopale. Il perçoit les droits sur la cuisson du pain (four banal), sur la mouture des grains (moulin).

Les chanoines reçoivent les deux-tiers des dîmes, le prieuré Saint-Pierre le tiers restant.
Aucun document ne permet de savoir comment fonctionnaient les consuls qui représentaient les habitants.
En 1288, le couvent de Saint-Ruff achète à Arnaud le lieu Basterii (près du château de Montvendre) afin d'y construire une grange, une maison plane ou forte, une bastide avec oratoire.
En 1289, un acte de cession mentionne le château de Montvendre. Le monastère de Sainte-Croix de Quint tombait en décadence et ne pouvait se relever seul. Afin d'y remédier, Jean de Genève, évêque de Die (par un acte du 4 des calendes de novembre (28 octobre) 1289, donné dans le château de Montvendre et ratifié par le chapitre de Die) céda le prieuré et ses dépendances aux Hospitaliers de Saint-Antoine-de-Viennois.
Les XIVe et XVe siècles sont marqués par les ravages des bandes de pillards (les routiers) et les conflits. Au cours de cette période instable, les habitants de Montvendre doivent composer avec les villages alentour afin d'organiser leur protection. Chaque communauté participait en fournissant de l'argent pour l'achat d'armes et en fournissant des soldats.

En 1311, Montvendre est envahi par les mercenaires d'Arnaud du Peloux[réf. nécessaire].
Près du cimetière et de l'actuelle église Saint-Pierre, un lieu-dit la Confrérie" rappelle la confrérie du Saint-Esprit qui était chargée de venir en aide aux pauvres en période de disette.
L'histoire de Montvendre est influencée par la présence des papes installés en Avignon en 1309.
- Le 8 avril 1344, les habitants de Montvendre ainsi que ceux de Livron, de Loriol, de Mirmande, de Beaumont et d'Alixan en appellent au pape à propos d'un impôt appelé placitamentum, exigé d'eux par l'évêque de Valence. L'examen et la solution de la question sont confiés au prieur de Saint-Félix, à Pierre de Bosanis (sacriste) et à Pierre de Chambon (chanoine de Valence)[48].
- Le 9 février 1348, en Avignon, Payret (fils de Monet, dit Dermant) de Montvendre est nommé chanoine de Saint-Pierre-du-Bourg à Valence. Il possède un cléricat en l'église de Die[49].

XIVe siècle : un nouveau château est construit par les évêques de Valence. Le corps de logis est flanqué d'une tour ronde et d'une tour carrée[réf. nécessaire].
Vers 1419, Montvendre est momentanément rattaché aux possessions du duc Amédée VIII de Savoie.
En 1430, le terrier (ou rôle de taxe de l'évêque de Valence) nous donne de nombreuses informations sur les propriétés et leurs détenteurs :
- On y relève 132 cotes personnelles (Audibert, Balthazar, Barrier, Barthélemay, Borgnol, Combe, de Lisle, Dorcinas, Faron, Faugier, Ferrand, Mazon, Morin, Pelegrin, Peloux, Reboul, etc.).

Les noms Dorcinas, Ferrand, Romieux font référence aux fondateurs des hameaux des XIIe et XIIIe siècles.
- Les noms des différents quartiers existent déjà : Blanhat ou Croix de Blanhaco, Chassanhys (Chassagne), Claveton, Corbières, Fond d'Armand, la Bayée (l'Abaye, qui n'a rien à voir avec une abbaye), la Chirouzas, la Croix de l'Horme (la Croix), Lobérie, Mornas, Valensayes, Vioure. Certains ont aujourd'hui disparu : Font de Farsa, Trolhas ou Troullas (on disait Dorcine en Trolhas).
- On distinguait le « château » (ce que contenaient les remparts) du « village » (qui n'était pas la Croix).
- Les baumes du coteau étaient partagées entre plusieurs propriétaires.
- Les indications ne permettent pas de localiser les maisons : « celle de Benoît Barrier touche du couchant la maison des hoirs de Pierre Advenant, de la bise celle de la messe de l'Aube ». Le nom de cette dernière vient du fait que son revenu servait à payer le prêtre chargé de dire la première messe dite de l'aube. Des terres ayant le même but sont présentes dans le quartier actuel de ce nom.

En 1432, les habitants de Montvendre se rebellent contre l'évêque de Valence. Ils contestent les distances de plus en plus importantes qui leur sont imposées pour aller chercher des meules : 
- « Bien que les hommes manans et habitants dudit lieu de Montvendre ayant et tenant bœufs de labourage soient tenus et obligés de toute ancienneté daller avec leurs chars et charettes chercher les meules nécessaires pour l'usage et exercice dudit moulin appartenant audit seigneur evesque [...] en quel lieu quelles ayant esté ou soient acheptées, et de les amener et conduire audit moulin sans aucune remuneration salaire ny recompense excepté toutefois la depense des conducteurs et de leurs bœufs [...] neantmoins depuis quelque temps en ça ladite communauté de Monvendres et ses habitants ne se sont pas mis en peine au contraire ils n'ont point voulu aller chercher lesdites meulles ny curer le beal du susdit moulin et font un entier refus de ce faire et bien plus ils sont allés plusieurs fois et vont journellement moudre et faire moudre leurs bleds hors le territoire dudit Monvendres. »
- Le conflit dure pendant plus de cinq ans et se termine par un arbitrage : les habitants accordent à l'évêque une liste de meulières régionales vers lesquelles ils consentent d'aller, liste dans laquelle figure le village de Rovon au pied de la carrière des Écouges. Les sources parlent peu des artisans à l'œuvre dans les grandes meulières régionales. Elles se contentent presque toujours de citer le nombre de meules acquises, leur nature, leur prix, le coût de leur transport[50].

Après 1472, les remparts, l'église et la tour sont réparés.
Début XVIe siècle : Montvendre bénéficie de la prospérité générale du royaume :
- La façade du château est embellie.
- La maison de communauté, au pied de la tour, date de cette époque (avec son ogive et ses gros murs).
- En 1510, une nouvelle cloche est fondue. Elle est aujourd'hui la plus ancienne du département. L'abbé Vincent signale que l'ancien clocher ayant été détruit pendant les guerres, la cloche avait été installée dans le beffroi (elle y restera jusqu'en 1848).

L'évêque de Valence choisissait, pour administrer sa seigneurie, ses châtelains parmi les riches familles de la région : les seigneurs d'Urre (Eurre), la famille d'Allard (arrivée peu après) et un certain Jean de Flotte (cousin d'un gouverneur de Romans) qui tenait ses droits des Castellane. La maison-forte de Jean de Flotte se trouvait au milieu de la plaine ; elle était dite Molières (de molle, mouille « marécages ».

Blason de la famille Allard de Montvendre.

- Blason de la famille Allard de Montvendre.Les Allard du Dauphiné établis à Montvendre étaient nobles dès le début du XVIe siècle. Leurs armes étaient : « Acartelé : aux 1er et 4e d'or au chevron de sable à trois étoiles d'azur rangées en chef et un croissant de gueules en pointe »[51]

Jean Allard fut anobli par Louis II, roi de Naples, comte de Provence en 1386. Les Allard-Montvendre sont une branche de cette famille, passée en Dauphiné et fixée dans le Valentinois. Noble Gabriel Allard, écuyer, seigneur de Montvendre, au diocèse de Valence, eut un fils Gaspard Allard, seigneur de Montvendre, qui continua la lignée. De lui, descendait noble Pierre Allard, marié en 1730 avec Marguerite du Faur de Montjeau.
Il existe encore de nos jours un quartier nommé Allard où se trouve une belle bâtisse seigneuriale[réf. nécessaire].
Cette stabilité prospère prend fin avec les guerres de Religion. Contrairement à ses voisins comme Beaumont, La Baume-Cornillane et Montmeyran qui se convertissent au protestantisme, Montvendre reste catholique (à l'exception des bordures vers ces trois dernières communes). Montvendre subit à nouveau le passage des soldats.
- Monsieur d'Allard, capitaine catholique, tint Montvendre, mais le village tomba aux mains des huguenots pour être finalement repris[24].
- 1491 : deux Franciscains sont envoyés par Jean d'Épignay, évêque de Valence[réf. nécessaire].
- 1492 : de terribles persécutions sont menées contre les réformés à Montvendre comme à Barcelonne, Châteaudouble, Peyrus et Chabeuil[52].
- 1494 : la présence des vaudois est attestée à Montvendre, Chabeuil, Barcelonne, Châteaudouble, Alixan[53].
- Jean d'Épignay, évêque de Valence, expulse de son diocèse les vaudois devenus très nombreux dans le Valentinois, à Chabeuil, Montvendre, Barcelonne, Alex, Châteaudouble et Peyrus[54].
- 1574 : monsieur de Gordes, chef des armées royales en Dauphiné, ordonna la destruction des parties fortifiées situées sur la colline et le découronnement des remparts ; l'endroit servira de carrière de pierre mais quelques murettes en subsistent sous la Grande-Croix. Son intention était de limiter le nombre de places fortes à défendre[24].

Montvendre a conservé ses registres paroissiaux depuis 1600.
Le XVIIe siècle (a part le règne d'Henri IV) n'est pas une bonne période ; Montvendre souffre des épidémies de peste et d'un climat froid et humide. Des informations sont disponibles dans quelques terriers épiscopaux (non encore dépouillés en 1979) :
- Les chapelains de Saint-Pierre semblent avoir disparu.
- Un certain Lancelin s'installe à la Rollière. Ce redoutable capitaine avait sévi à Montélimar, Lyon et Valence dans les années 1580. Anobli, Il finira assassiné par l'un de ses voisins en 1610. Ses héritiers garderont la Rollière pendant longtemps.
- Les Ventavon possèdent Villeplat.
- Les Allards possèdent les Riousset et l'Alary. Ils partiront un peu plus tard mais conserveront l'essentiel de leurs terres jusqu'à la Révolution.

Démographie :
- 1688 : 120 familles.
- 1789 : 185 chefs de famille.

Avant 1790, Montvendre était une communauté de l'élection, subdélégation et bailliage de Valence.

Elle formait une paroisse du diocèse de Valence, dont les dîmes appartenaient au chapitre de Valence.

#### Villeplat
Ancienne propriété gallo-romaine.
Le château de Villeplat est attesté en 1891. Le lieu est dénommé Vileplan au XVIIIe siècle (Carte de Cassini) :
- En 1690, ce château appartient aux Ventavon et, en 1730, aux Savary de Brèves.
- Milieu XVIIIe siècle : il est acquis par les Starot de Saint-Germain qui s'en qualifient seigneurs.

1741 : Louis Starot (né en 1690) achète Villeplat pour en faire sa résidence secondaire. Il descend d'un chamoiseur suisse (Soleure) ; il est le fils d'un maître d'escrime de Romans-sur-Isère. Louis Starot s'est enrichi dans l'immobilier et a acheté, à Valence, une charge de receveur des décimes ecclésiastiques,.
Son fils, Claude (né en 1728) est docteur de l'université de Valence et inspecteur général des postes. Il aspire à la noblesse et ajoute à son patronyme le nom de l'une de ses terres ; le patronyme devient « Starot de Saint-Germain ». Il achète les seigneuries de Montmeyran (en 1780) et, en partie, de Montvendre (en 1783). Il restaure Villeplat, conserve les cuisines avec leur grande cheminée, construit le bâtiment actuel dont le rez-de-chaussée est de style Louis XVI, organise la terrasse, la pièce d'eau et le verger.
En cette veille de Révolution, le château accueille la haute société valentinoise.

Claude a un frère, Louis, propriétaire de l'Obérie, et deux sœurs mariées chez les Lacroix-Saint-Pierre (Chabeuil) et les Bachasson de Montalivet (Montmeyran).

Il a surtout une fille, Louise-Françoise-Adélaïde (née à Versailles en 1769) que fréquente le jeune Napoléon Bonaparte (en garnison à Valence). Claude refusera tout projet de mariage, considérant que ce jeune officier n'avait aucun avenir.
Claude devient l'un des quatre fermier généraux institués en 1786 par Louis XVI. Cette fonction lui vaudra d'être guillotiné en 1794 à Paris.

### De la Révolution à nos jours
En 1790, la commune de Montvendre est comprise dans le canton de Chabeuil.
Le budget de la commune est de 89 livres (ou francs) : six pour la « maison commune », six pour le cierge pascal, douze pour le « valet de ville » (garde champêtre), quinze pour la « planche de Véore » (passerelle de Chialat), cinquante pour le maître d'école. Les textes parlent d'un « remonteur de l'orologe » mécanique (localisation inconnue)
.
Les recettes viennent essentiellement du « vingt-quatrième » sur les grains et le vin (132 livres 10 sols en 1789).
Le four banal était affermé contre une rente à monsieur de Saint-Germain. Les habitants décident de la création d'une régie directe. Béranger des Ferrands et Rochette avance la somme de 200 livres de rente à la municipalité à recouvrer sur les usagers sous la forme d'une livre de pâte sur 36.

Le moulin banal était affermé par l'évêque aux Visitandines de Valence. Il devient municipal et la part du meunier Liotard est réduite du 24ème au 36ème.
Le moulin (et domaine attenant) est vendu aux enchères à des hommes de paille de monsieur de Saint-Germain.

La ferme de Panette (possession des Visitandines) passe à Charles Chirouze et François Combe (des Romieux).

Riousset (possession des Allard) passe à Victor Terras (dont le frère avait déjà acquis l'Alary).
Les Saint-Germain, Claude et Louis, gardent leurs domaines qu'ils transmettront à leurs héritiers.
En ces périodes de troubles, les conseillers se réunissent souvent dans l'ancienne maison consulaire au pied du coteau. Il faut fournir des grains à Valence qui crève de faim, ainsi que des hommes, des chevaux, des harnais et des charrettes à l'armée. Les hommes ont droit à une prime. Les réquisitions de matériel sont payés par les plus aisés.
La commune possède une dizaine de riches propriétaires (sur les 220 habitants assujettis à l'impôt) :
- Le principal propriétaire est François Bénistant. Son père, venu de Châteaudouble en 1717 et installé comme fermier à Villeplat, avait acquis des Allard, en 1724, le domaine des Châtaigniers. François, par son mariage avec une Miribel, avait acquis les biens situés aux Dourcines.
- Sa belle-sœur était l'épouse d'Antoine Girard, propriétaire de Molières.
- Son gendre était Victor Terras dont la famille était venue d'Étoile au XVIIe siècle.

La moitié des journaliers et des artisans ne payait pas plus d'une livre d'impôt. Un ouvrier agricole gagne un franc par jour en hiver, et 1 franc 16 sous en été. Un faucheur gagne deux francs. Un conducteur de charrue gagne 135 à 150 francs par an, une servante 54 à 72.
Le 4 février 1791, Gimbert, curé de Montvendre, prête serment pur et simple. Le 22 mars, trois semaines après la publication de la bulle papale, il se rétracte. Il adresse au directoire la lettre suivante : « Montvendre, le 22 mars 1791. Messieurs, s'il existe une propriété sacrée et inviolable, c'est celle de la conscience. La liberté dont nous avons le bonheur de jouir ne saurait exclure la liberté de conscience. La blesser, à cet égard, quand elle est droite, c'est s'exposer aux plus cruels remords. C'est ce que j'ai éprouvé moi-même depuis la prestation du serment. Ne pouvant plus résister à ces remords, pour me mettre à couvert de peines encourues et infligées par notre Saint Père le pape à tous les assermentés, j'ai cru, pour plus de sûreté, devoir rétracter ce matin, à l'issue de la messe paroissiale, en présence du maire et autres officiers municipaux et notables, et un grand nombre de personnes réunies dans l'église, ledit serment condamné par le pape dans sa bulle ou bref du 13 avril 1791. J'espère, Messieurs, de votre justice, que vous ne désapprouverez pas cette démarche, qui ne peut que contribuer à mon salut sans donner la plus légère atteinte à ma soumission à la loi, à la nation et au roi, ni à mon patriotisme. ».
Le curé Dorée fait défection ; le culte s'arrête (1793-1801) ; les biens ecclésiastiques sont vendus ; une cérémonie à la déesse Raison a lieu.

#### Le Premier Empire
En 1805, le nouveau curé est l'abbé Lacroix-Saint-Germain, héritier des Saint-Germain et propriétaire du château. Ce dernier est transformé en presbytère.
Le premier cadastre est élaboré (il sera terminé le 17 janvier 1822 sous la Restauration) :

La commune a une superficie de 1680 hectares : 68,36 % sont en terre labourables, 18,76 en taillis (ou futaies), 11 en prés et pâtures, 4,63 en vignes. Aux Ferrands, la moitié de la surface est occupée par des bois. La plaine réunit la moitié des terres labourables. Les Dourcines réunit le tiers des vignes, bien exposées au sud. Des landes et pâtures sont présentes sur les terrains communaux, autour du village, dont ceux du Bois de la Cour.
Ces terres sont partagées entre 272 propriétaires (202 de Montvendre, 70 des communes voisines).

Le plus important est Jean-Pierre de Montalivet (1766-1823), ministre de l'intérieur en 1809. Il avait épousé Adélaïde de Saint-Germain le 16 août 1797, entrant ainsi en possession de 225 hectares (Villeplat, l'Obérie, une partie des terres de Molières, le Moulin, les Garennes, les Mèges, le Pré du Roi). Le 15 mai 1812, le comte de Montalivet, alors ministre de l'intérieur, attribue la somme de 500 francs à Montvendre pour calmer le soulèvement des pauvres[source insuffisante].
Six habitants de la commune sont morts dans les guerres napoléoniennes : Joseph Duc (1809), Jean Serpeille (1811), François Rossignol (1812), Joseph Lagrange (1813), Pierre Mirabel (1813), François Vieux (1814).

#### Restauration,Monarchie de Juillet,Deuxième République
En 1822, la commune est partagée entre 208 propriétaires. Les 13 principaux possèdent 41 % des terres. Les 90 les moins aisés ont moins de deux hectares ; ils vivent chichement sur de simples lopins, louent leurs services comme ouvrier agricole ou sont artisans en entretenant un jardin potager.
Après 1823, les héritiers de Montalivet ne conservent pas les terres. Elles sont vendues, en partie, à François Bénistant, le second plus gros propriétaire, administrateur rigoureux et maire de la commune (de 1808 à sa mort en 1831). Le domaine de ce dernier comprend désormais les Châtaigniers, les Dourcines, les Romieux, et des écarts et dépendances aux Garennes, aux Mèges, à Mornas, Valensayes, Meillasolle, Pré du Roi, Théolets, Fond d'Armand, Auches, Cordières, Paluts, les Chirouzes, Chassagne. Il possède aussi des bois à Blagnat, au Bois de la Guerre, aux Crotes, etc. En 1831, il possède 500 sétérées.

Son fils étant décédé, son héritage passe à ses quatre filles : Sophie est l'épouse de Frédéric Sayn (des Romieux), Julie est celle de Henri Delpuech (de la Rolière), Geneviève est celle d'Antoine Sauzet (de Villeplat), Rosalie est celle de François Sauzet (de Lobérie ; frère d'Antoine). Les Sayn, les Sauzet et les Delpuech deviennent les principaux notables.
En 1836, est fait le premier recensement exact avec état nominatif : Montvendre compte 1005 habitants (soit une augmentation de 400 environ en 50 ans). En 1848, on compte 1100 habitants.
Le patrimoine de la commune va se réduire : de 72 hectares (pâtures, landes, bois et taillis), il tombe à 51 en 1845, 23 en 1848, 9 en 1850 et 4 en 1858. Ces terrains qui servaient au bétail des plus pauvres vont être vendus à Laurent Terras, Antoine Girard, Joseph Hugon, Napoléon Morin et quelques autres, pour financer les travaux municipaux, essentiellement la construction de l'église Saint-Blaise (inaugurée en 1848) qui a coûté plus de 40 000 francs.
La municipalité (maire Joseph Moulier) achète le château (presbytère) pour y mettre l'école des filles. Devant les difficultés, le maire garde le bâtiment pour lui, à ses frais.

La mairie et l'école des garçons restent dans l'ancienne maison consulaire jusqu'en 1879.
Sur le plan politique, la commune est conservatrice et respectueuse des notables : Joseph Moulier (de Lorient), Frédéric Sayn (des Dourcines); Antoine Sauzet (à l'Obérie), François Sauzet (à Villeplat).

Il y a quelques esprits plus « avancés » : l'instituteur Cellone, venu de Briançon vers 1835, est surveillé par les autorités. Il sera révoqué en 1849. Un Chaix fera un séjour à la tour de Crest (devenu prison) en 1851.
Sur le plan religieux :
- En 1842, une mésentente entre la commune et son curé amena la fermeture de l'église pendant plusieurs mois. Les catholiques mécontents réclamèrent un pasteur, monsieur Charlier qui, à cette époque, s'était fixé à Montmeyran. Il prêchera à plusieurs reprises à Montvendre sous un vaste hangar à des auditoires de 400 à 500 personnes en grande majorité catholiques. Malgré les pressions de l'évêque, un culte protestant régulier va s'établir à Montvendre et se célébrer dans un temple construit en 1872 sous l'administration d'un maire protestant[64].
- En 1851, la population est pratiquante : 842 catholiques et 173 protestants[61].

#### Le Second Empire
En 1851, le 4 décembre, le coup d'état de Louis Napoléon Bonaparte déclenche un soulèvement dans la Drôme de 5 à 7 000 républicains.

Les protagonistes de l'insurrection sont des paysans, ouvriers, artisans et bourgeois. La répression sera forte. Les prisonniers s'entassent dans la vieille tour de Crest qui devient le symbole de la résistance républicaine dans la Drôme.

Quatre Montvendrois sont condamnés : Chirouze (Pierre), cultivateur ; Clément (Jean-Louis), cordonnier ; Decès (Henri), cultivateur ; Eyme (François), tuilier.
En 1856, la commune compte 1 003 habitants.
En 1860, à côté des agriculteurs, la commune compte :
- 86 ouvriers et artisans : boisselier, bourrelier (6), chaufournier (2), chaussonnier (2), cordonnier (7), couturière (10), maçon (4), repasseuse (3), sabotier, scieur de long (2), tailleur (3), tuilier (5) ;
- 10 commerçants : épicières (2), boucher, personnes (7) vendant œufs, beurre, fromage, fruits et légumes ;
- 5 fonctionnaires, un percepteur ;
- deux instituteurs : un au village et un aux Ferrands (il n'y en aura qu'un seul en 1866) ;
- il y a aussi 14 rentiers, et deux religieuses (ordre de Saint-Just) pour leur nouvelle école (publique).

#### La République
Fin XIXe siècle
Après 1875, la commune devient libérale. L'ancien maire Jean-André Bellier dit Rozier (propriétaire de Riousset) est un partisan de la Troisième République.
Le village se développe :
- les ponts sont construits ;
- le temple protestant est construit en 1875 ;
- des peupliers sont plantés le long des rivières, donnant son charme à la place (jusque vers 1930).
- fin XIXe siècle, autour des anciens remparts, les maisons se transforment.

Les tisserands sont installés rue du Four (ou du Char du Roi) : Louis Sardaillon, Pierre Boissieu (sa femme et sa fille), Pierre Lagrange, Jean Girard.

À la Croix, réside François Sylvestre (maçon), Pierre Chambon (tailleur, avec ses deux ouvriers), Jean-Louis Clément (cordonnier, avec son fils Louis).

La commune compte deux auberges-cabarets, en face l'une de l'autre, particulièrement fréquentés : celle de Vacher (maison Chambre actuelle) et celle de Vincent Gay (maison Bruyère) avec épicerie. Cette dernière sera transférée à la Croix par la suite.
Vie quotidienne :
- La nourriture se compose de gros pains cuits au village avec la farine moulue chez Chirouze ou Sermian ; de l'ourtouraille (légumes - tirés de la soupe - et lard, le tout assaisonné d'huile de noix ou de choux) ; du foujou (fromage pétri avec de fines herbes et de l'ail, puis fermenté); des légumes (choux, raves, pommes de terre, haricots, vesces). La viande consommée est essentiellement celle de porc.
- Les paysans sont habillés d'une blouse bleue, d'un foulard autour du cou, d'un chapeau noir, d'un pantalon de velours et de sabots. La paysanne porte une jupe, un corsage noir et un bonnet blanc tuyauté.

Les fêtes sont mal connues:
- En février, a lieu la Saint-Blaize (ou fête des bouviers) avec messe et bénédiction de la charrue au milieu de l'église. Les jardinières sont fleuries.
- En février-mars, à Mardi-gras, on pend le Carmatran.
- Fin août, a lieu une vogue.

Fin XIXe siècle : Montvendre possède deux foires, les 29 avril et 29 septembre
Début XXe siècle
Le 1er février 1909, le réseau téléphonique est ouvert sur Montvendre et La Baume-Cornillane.
Au début du XXe siècle, une certaine aisance permet la construction (ou l'amélioration) de nombreuses maisons : un deuxième étage est ajouté ; certaines maisons traditionnelles sont remplacées par des bâtisses cubiques ; les toitures rouges de tuiles plates (venues du nord du département) apparaissent dans la plaine ; les murs de molasse laissent la place aux murs en « crapier » (mélange de gravier de rivière et de ciment).
En 1904, la Villa des Cèdres est construite par Gustave Sayn (né en 1862) à quelques pas de la maison familiale. Il y réserva toute une aile à ses collections, son laboratoire et sa remarquable bibliothèque. Ce sont d'abord ses observations sur le Crétacé inférieur qui l'on fait connaître. Il réalise une note sur le Néocomien de la chaîne de la Raye et découvre à Barcelonne un gisement urgonien extrêmement riche en gastéropodes et en rudistes,,. C'est un spécialiste des ammonites.
 
Par ailleurs, il fonde le syndicat agricole et conseille les paysans. Dans ce cadre, il développe la vie culturelle en promouvant la pièce de théâtre en patois Loù Nouananto qui fût jouée à Crest, Grane, Montvendre, Étoile, et même à Valence en 1987.
Vie quotidienne :
- Le matin, un courrier va chercher les sacs postaux à la gare de Chabeuil et amène des voyageurs (qu'il faut revenir chercher le soir).
- Le lundi, Vial (de Montmeyran) amène de Valence, avec son fourgon, des marchandises à l'épicerie de Léonie Gay.
- Le jeudi, la « patache » (coupé jaune avec « impériale ») d'Odon (de Montmeyran) transporte des voyageurs et les femmes qui vont vendre leurs produits au marché de Valence.
- Un charroi, confié à Lucien Vallier, amène les sacs d'engrais.
- Les briquettes de charbon et les pelotes de ficelles remplacent les anciens procédés de traitement des sols, de moissonnage et de battage. Les soirs d'été, les chemins sont animés par les charrettes de foin et de gerbes.
- On s'entraide, notamment lors des moissons et des vendanges.
- L'entrepreneur de « machinage » est un homme important avec sa grosse mécanique et sa « locomobile ». Son mécanicien Roustan (par ailleurs sacristain) est habile à allumer la chaudière et à maintenir la pression.
- Les écoliers sont libres d'aller où ils veulent pendant les récréations.
- Les épiceries proposent des pains de sucre enveloppés dans du papier bleu, des anchois, de l'huile d'olive, du fromage et de la morue.
- Il y a quatre cafés : Furminieux, Galon (avec boulangerie), Reboul (avec auberge ; on y rassemble la laine des moutons et les cocons), Vallier.
- La pogne est la vedette du matin de Pâques.
- Un concours de danse est organisé lors de la vogue. La meilleure gagne une ombrelle.

#### Première Guerre mondiale
Lors de la mobilisation d'août 1914 (Première Guerre mondiale), l'instituteur de l'époque écrit que lorsque le tocsin sonne le 1er août 1914, les paysans courbés au travail, se relèvent et consultent l'horizon. Leur première idée est qu'un incendie a éclaté. La plupart des pompiers accourent revêtus de leur costume. Sur le perron de la mairie, lecture est donnée par le maire de l'ordre de mobilisation générale. Jusqu'à onze heures du soir, les habitants défilent devant les affiches en silence.
Quarante habitants de la commune sont morts pour la patrie.
- Ardouin Eugène (1918), abbé
- Astier Gabriel (1916)
- Baude Joseph (1916)
- Bénistant Julien (1915)
- Béranger Émile (1916)
- Béranger Eugène (1918)
- Bernard Henri (1915)
- Bogireaud François (1915)
- Bonnardel Louis (1918)
- Bossan Emmanuel (1915)
- Bossan Émile (1914)
- Bouvat Henri (1914)
- Chabalet Emmanuel (1915)
- Clément Ernest (1914)
- Combe Léon (1914)
- Courbis Édouard (1917)
- Courbis Emmanuel (1918)
- Drogue Paul (1918)
- Dumont Frédéric (1914)
- Eynard Léon (1916)
- Flachaire Charles (1914)
- Garay Marius (1915)
- Gay Julien (1917)
- Janet Gabriel (1914)
- Lattier Paul (1915)
- Mathieu Eugène (1914)
- Mathieu Prosper (1915)
- Michelard Édouard (1917)
- Permingeat Aimé (1917)
- Perpoint Henri (1915)
- Peyrard Paul (1918)
- Recoura Abel (1916)
- Reysset Joseph (1915)
- Richard Gustave (1914)
- Riffard Henri (1914)
- Roussy Emmanuel (1920)
- Sayn Jean (1918)
- Sayn Pierre (1918)
- Talon Paul (1915)
- Vivant Lucien (1916)

#### Entre-deux-guerres
On constate le déclin des notables. L'Obérie et Villeplat n'ont plus de propriétaire résident. Aux Dourcines, les premiers essais de culture mécanisée, onéreux, ne donnent pas de bons résultats.
Le 4 septembre 1921, au confluent des deux rivières, le monument aux morts est inauguré. Est chanté un poème écrit par le maire Élie Clément (agriculteur) et mis en musique par Léonce Granier (professeur au conservatoire de Montpellier) (voir le texte).
Le 16 février 1923, par testament olographe, Joseph Gustave Sayn (de Montvendre) lègue à la faculté des sciences de Lyon ses collections de géologie du Crétacé et du Tertiaire. Il décède en 1935 et ne sera pas remplacé aux Dourcines. Il lègue sa collection du Jurassique à l'université de Grenoble.

#### Seconde Guerre mondiale
Trois habitants de la commune sont morts pour la patrie : Marcel Descombes, André Charras, Ernest Clément.

#### Histoire récente
- Fissenou Sacko : entre le 26 et le 27 décembre 2016, il tue à coups de couteau une femme à Chabeuil, puis un couple de personnes âgées à Montvendre, puis tue une autre femme et blesse un homme devant un supermarché à Orange (Vaucluse), déclaré  irresponsable pénalement, il est interné en psychiatrie.

## Politique et administration

### Liste des maires
| Période                                                                      | Période                                  | Identité                           | Étiquette        | Qualité                                                                               |
| ---------------------------------------------------------------------------- | ---------------------------------------- | ---------------------------------- | ---------------- | ------------------------------------------------------------------------------------- |
| Les données manquantes sont à compléter. : de la Révolution au Second Empire |                                          |                                    |                  |                                                                                       |
| 1790                                                                         | 1791                                     | Claude Sauzet                      |                  |                                                                                       |
| 1791                                                                         | 1794                                     | Pierre Bénistant                   |                  |                                                                                       |
| 1794                                                                         | 1801                                     | Jean Decez                         |                  | agent municipal                                                                       |
| 1801                                                                         | 1806                                     | Laurent Terras                     |                  |                                                                                       |
| 1806                                                                         | 1808                                     | Jean-Pierre Grégoire               |                  |                                                                                       |
| 1808                                                                         | 1831                                     | François Bénistant                 |                  |                                                                                       |
| 1831                                                                         | 1835                                     | Frédéric Sayn                      |                  |                                                                                       |
| 1835                                                                         | 1835                                     | François Vincent                   |                  |                                                                                       |
| 1835                                                                         | 1842                                     | Antoine Sauzet                     |                  |                                                                                       |
| 1842                                                                         | 1848 révoqué (raisons politiques)        | Joseph Moulier                     |                  |                                                                                       |
| 1848 (mars)                                                                  | 1848 (août) révoqué (raisons politiques) | Jean-André Bellier dit Rozier      |                  |                                                                                       |
| 1848                                                                         | 1853                                     | Antoine Sauzet                     |                  |                                                                                       |
| 1853                                                                         | 1865                                     | Joseph Moulier                     |                  |                                                                                       |
| 1865                                                                         | 1871                                     | Jean-André Bellier                 |                  |                                                                                       |
| Les données manquantes sont à compléter. : depuis la fin du Second Empire    |                                          |                                    |                  |                                                                                       |
| 1871                                                                         | 1874 révoqué (raisons politiques)        | Simon Surel                        |                  |                                                                                       |
| 1874                                                                         | 1876                                     | Paul Sauzet                        |                  |                                                                                       |
| 1876 (élect. partielle ?)                                                    | 1878                                     | Simon Surel                        |                  |                                                                                       |
| 1878                                                                         | 1884                                     | Simon Surel                        |                  | maire sortant                                                                         |
| 1884                                                                         | 1888                                     | Simon Surel                        |                  | maire sortant                                                                         |
| 1888                                                                         | 1919                                     | Francis Duc                        | Radical          | conseiller d'arrondissement puis conseiller général du Canton de Chabeuil (1907-1913) |
| 1892                                                                         | 1896                                     | Francis Duc                        |                  | maire sortant                                                                         |
| 1896                                                                         | 1900                                     | Francis Duc                        |                  | maire sortant                                                                         |
| 1900                                                                         | 1904                                     | Francis Duc                        |                  | maire sortant                                                                         |
| 1904                                                                         | 1908                                     | Francis Duc                        |                  | maire sortant                                                                         |
| 1908                                                                         | 1912                                     | Francis Duc                        |                  | maire sortant                                                                         |
| 1912                                                                         | 1919                                     | Francis Duc                        |                  | maire sortant                                                                         |
| 1919                                                                         | 1925                                     | Élie Clément                       |                  | agriculteur                                                                           |
| 1925                                                                         | 1929                                     | Eugène Panaye                      |                  |                                                                                       |
| 1929                                                                         | 1935                                     | Eugène Panaye                      |                  | maire sortant                                                                         |
| 1935                                                                         | 1945                                     | Charles Chirouze père              |                  |                                                                                       |
| 1945                                                                         | 1965                                     | Charles Chirouze fils              |                  |                                                                                       |
| 1947                                                                         | 1953                                     | Charles Chirouze fils              |                  | maire sortant                                                                         |
| 1953                                                                         | 1959                                     | Charles Chirouze fils              |                  | maire sortant                                                                         |
| 1959                                                                         | 1965                                     | Charles Chirouze fils              |                  | maire sortant                                                                         |
| 1965                                                                         | 1971                                     | François Boudillon                 |                  |                                                                                       |
| 1971                                                                         | 1977                                     | François Boudillon                 |                  | maire sortant                                                                         |
| 1977                                                                         | 1983                                     | Jean Imbert                        |                  |                                                                                       |
| 1983                                                                         | 1989                                     | Jean Imbert                        |                  | maire sortant                                                                         |
| 1989                                                                         | 1995                                     | Bernard Bret                       |                  |                                                                                       |
| 1995                                                                         | 2001                                     | Bernard Bret                       |                  | maire sortant                                                                         |
| 2001                                                                         | 2008                                     | Léo Chovin                         |                  |                                                                                       |
| 2008                                                                         | 2014                                     | François-Bernard Petit             |                  |                                                                                       |
| 2014                                                                         | 2020                                     | Bruno Servian                      | (sans étiquette) | agriculteur                                                                           |
| 2020                                                                         | En cours (au 24 décembre 2020)           | Bruno Servian[source insuffisante] |                  | maire sortant                                                                         |

### Politique environnementale
La déchèterie du canton de Chabeuil est située à l'entrée du village[réf. nécessaire].

#### Villes et villages fleuris
En 2014, la commune de Montvendre a bénéficié du label « ville fleurie » avec « une fleur » attribuée par le Conseil national des villes et villages fleuris de France au concours des villes et villages fleuris.

## Population et société

### Démographie
L'évolution du nombre d'habitants est connue à travers les recensements de la population effectués dans la commune depuis 1793. Pour les communes de moins de 10 000 habitants, une enquête de recensement portant sur toute la population est réalisée tous les cinq ans, les populations de référence des années intermédiaires étant quant à elles estimées par interpolation ou extrapolation. Pour la commune, le premier recensement exhaustif entrant dans le cadre du nouveau dispositif a été réalisé en 2006.

En 2022, la commune comptait 1 283 habitants, en évolution de +9,94 % par rapport à 2016 (Drôme : +2,64 %, France hors Mayotte : +2,11 %).
| 1793 | 1800 | 1806 | 1821 | 1831  | 1836  | 1841 | 1846 | 1851  |
| ---- | ---- | ---- | ---- | ----- | ----- | ---- | ---- | ----- |
| 777  | 525  | 728  | 838  | 1 015 | 1 005 | 975  | 982  | 1 015 |

| 1856  | 1861 | 1866 | 1872 | 1876 | 1881 | 1886 | 1891 | 1896 |
| ----- | ---- | ---- | ---- | ---- | ---- | ---- | ---- | ---- |
| 1 003 | 987  | 945  | 912  | 934  | 895  | 874  | 873  | 868  |

| 1901 | 1906 | 1911 | 1921 | 1926 | 1931 | 1936 | 1946 | 1954 |
| ---- | ---- | ---- | ---- | ---- | ---- | ---- | ---- | ---- |
| 816  | 834  | 762  | 678  | 668  | 632  | 633  | 636  | 641  |

| 1962 | 1968 | 1975 | 1982 | 1990 | 1999 | 2006 | 2011  | 2016  |
| ---- | ---- | ---- | ---- | ---- | ---- | ---- | ----- | ----- |
| 652  | 629  | 600  | 634  | 743  | 857  | 992  | 1 072 | 1 167 |

| 2021  | 2022  | - | - | - | - | - | - | - |
| ----- | ----- | - | - | - | - | - | - | - |
| 1 255 | 1 283 | - | - | - | - | - | - | - |

### Services et équipements
- Un bureau de poste[83].

### Enseignement
La commune est rattachée à l'académie de Grenoble et compte deux écoles :
- école élémentaire des Deux-Ruisseaux[84] ;
- école maternelle Jacques-Prévert[85].

### Manifestations culturelles et festivités
En 1979-1992 :
- le dernier dimanche d'avril : foire aux fleurs et plans de printemps (avec une exposition) ;
- le dernier dimanche d'août : fête du village (attractions et bal) ;
- le deuxième dimanche de novembre : foire aux arbres et plants d'automne (produits locaux, exposition, concours de dessins et de dessins d'enfants) ;
- plusieurs expositions d'art et concerts de musique classique et moderne.

En 1992 :
- Fête communale : le dernier week-end d'août.

### Loisirs
- Jeu de boules lyonnaises (longue)[réf. nécessaire].
- Randonnée : circuit pédestre balisé[réf. nécessaire].

### Sports
- Stade de football. La commune possède une équipe de football En Avant Montvendre[87].
- Deux clubs hippiques, Les Pialoux[88] et Okapi[89] aux Dourcines.

### Médias
La population de la commune se situe dans l'aire de diffusion de plusieurs médias :
- Presse écrite
  - Le Dauphiné libéré, quotidien régional qui consacre, chaque jour, y compris le dimanche, dans son édition de « Romans et Drôme des collines » un ou plusieurs articles à l'actualité du canton et de la commune, ainsi que des informations sur les éventuelles manifestations locales, les travaux routiers, et autres événements divers à caractère local.
  - L'Agriculture Drômoise, journal d'informations agricoles et rurales, couvre l'ensemble du département de la Drôme.
  - Drôme Hebdo (ancien Peuple Libre), hebdomadaire chrétien d'informations.
- Presse audio-visuelle
  - Ici Drôme Ardèche est une radio publique diffusée sur tout le territoire du département de la Drome.

### Cultes
La communauté catholique et l'église de Montendre (propriété de la commune) sont rattachées à la Paroisse Saint Martin de la Plaine de Valence (communauté des portes du Vercors), elle même rattachée au diocèse de Valence.
Paroisse catholique : liste des curés :
- 1600-1607 : Bouvier
- 1607-1636 : Duron
- 1636-1676 : Albouy
- 1676-1703 : Benoit
- 1703-1711 : Chaix
- 1711-1762 : Jacquier
- 1762-1781 : Ollivier
- 1781-1791 : Gimbert
- 1791-1793 : Dorée
- 1793-1801 : (vacance)
- 1801-1803 : Arsac
- 1803-1805 : Chaulet
- 1805-1821 : Lacroix-Saint-Pierre
- 1821-1835 : Pourreyron
- 1835-1840 : Lambert
- 1840-1843 : Barnasson
- 1843-1851 : Sylvestre
- 1851-1854 : Tatin
- 1854-1855 : Champiers
- 1855-1857 : Fiard
- 1857-1865 : Fière
- 1865-1885 : Rappel
- 1885-1892 : Monteil
- 1892-1907 : Cherpe
- 1907-1918 : Coche
- 1918-1927 : Chapas
- 1927-1944 : Therisse
- 1944-1981 : Borel
- 1981-? : ?

## Économie

### Agriculture
En 1992 : céréales, fruits, volailles.
Foires et marchés :
- Marché de Noël : le premier dimanche de décembre[réf. nécessaire].

Depuis 1977, l'association locale des « Amis de Montvendre » organise une « Foire aux Fleurs » le dernier dimanche d’avril et une « Foire aux arbres » le premier dimanche de novembre.

### Commerce
- Un ensemble commercial de proximité[réf. nécessaire].
- Une boulangerie (qui fait bar) : Le Four de Montvendre[réf. nécessaire].
- Un restaurant : L'auberge du Vieux Moulin[réf. nécessaire].

Un vide-greniers est organisé le deuxième dimanche de mai[réf. nécessaire].

### Artisanat
Une zone artisanale a été créée en 2003.

### Industrie
La commune possède un certain nombre d'entreprises : mécanique de précision, travaux publics, bâtiment[réf. nécessaire].

### Tourisme
- Logement : deux chambres d'hôtes (Artaime aux Dourcines, et Marie Andrée Sauzet aux Bruyères avec gîte)[réf. nécessaire].

## Culture locale et patrimoine

### Lieux et monuments
- Porte fortifiée de l'ancien village (IMH) de style gothique[1].

La porte de Florence est le seul vestige du château détruit pendant les guerres de Religion. Datée du XIIIe siècle, elle est composée d'une tour carrée et massive, construite sur le modèle d'une ancienne porte de Florence. Elle est inscrite à l'inventaire supplémentaire des Monuments historiques depuis 1926. Les douves sont aujourd'hui comblées[réf. nécessaire].
- le chœur de l'ancienne église du XIVe siècle[1].

Seul vestige de l'ancienne église construite en dehors des remparts. C'est aujourd'hui une habitation privée[réf. nécessaire].
- Le château des évêques de Valence : le bâtiment, relativement bien conservé, est flanquée de deux tours : une ronde à l'extérieur et une carrée à l'intérieur. C'est aujourd'hui une habitation privée[réf. nécessaire].
- La maison consulaire (XIVe siècle) : première mairie de Montvendre[réf. nécessaire].
- Le château de Villeplat (XVIIIe siècle)[1].
- L'église Saint-Blaise (XIXe siècle)[1] (1848[réf. nécessaire]).
- Chapelle Saint-Pierre de style néo-classique (XIXe siècle) sur l'emplacement de l'ancien prieuré[1].
- Le lavoir près de l'église[réf. nécessaire].
- Dominant le village, une croix monumentale (1920) et une Vierge (1946)[réf. nécessaire].

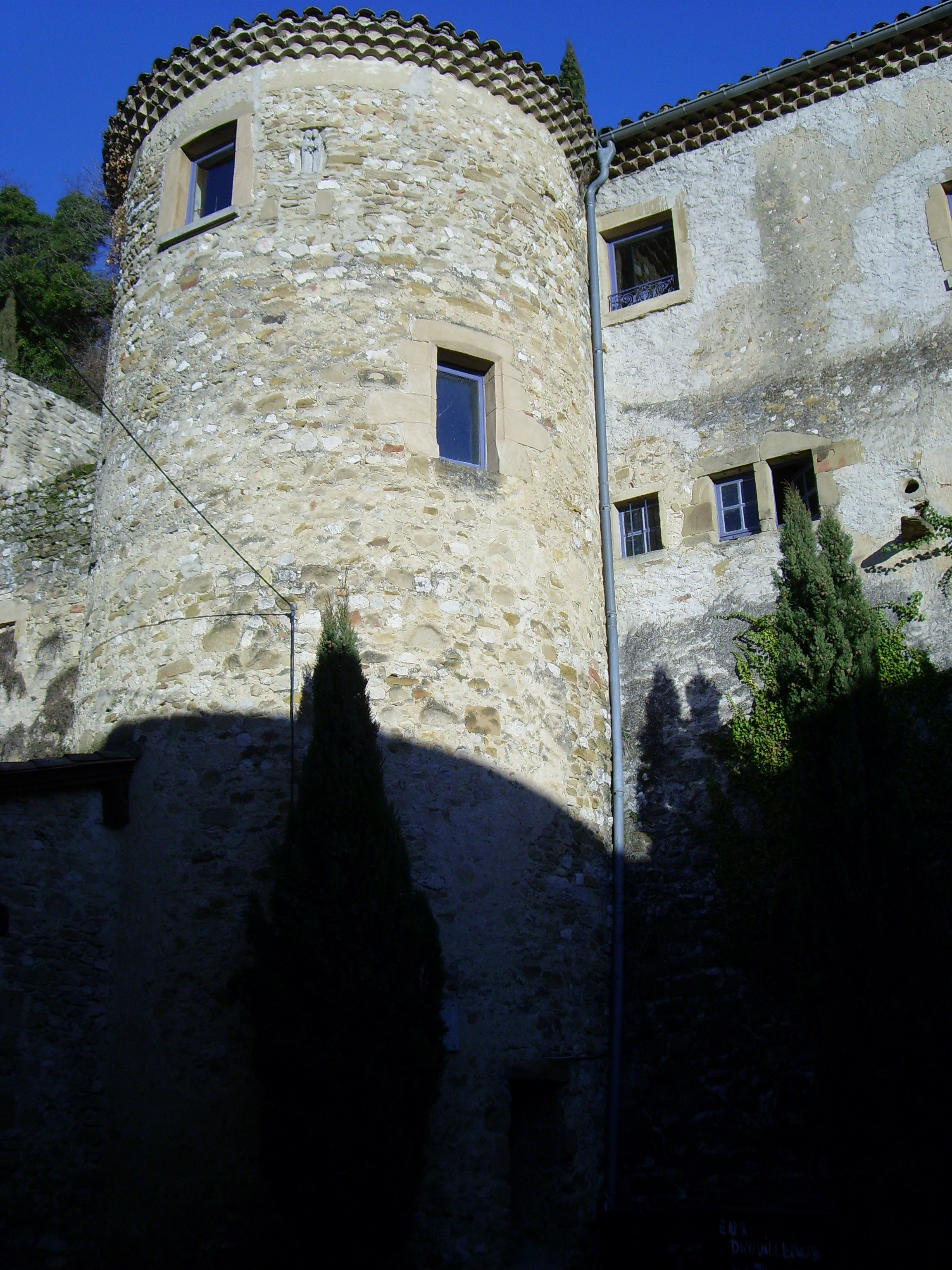
Château des évêques de Valence, tour ronde extérieure.
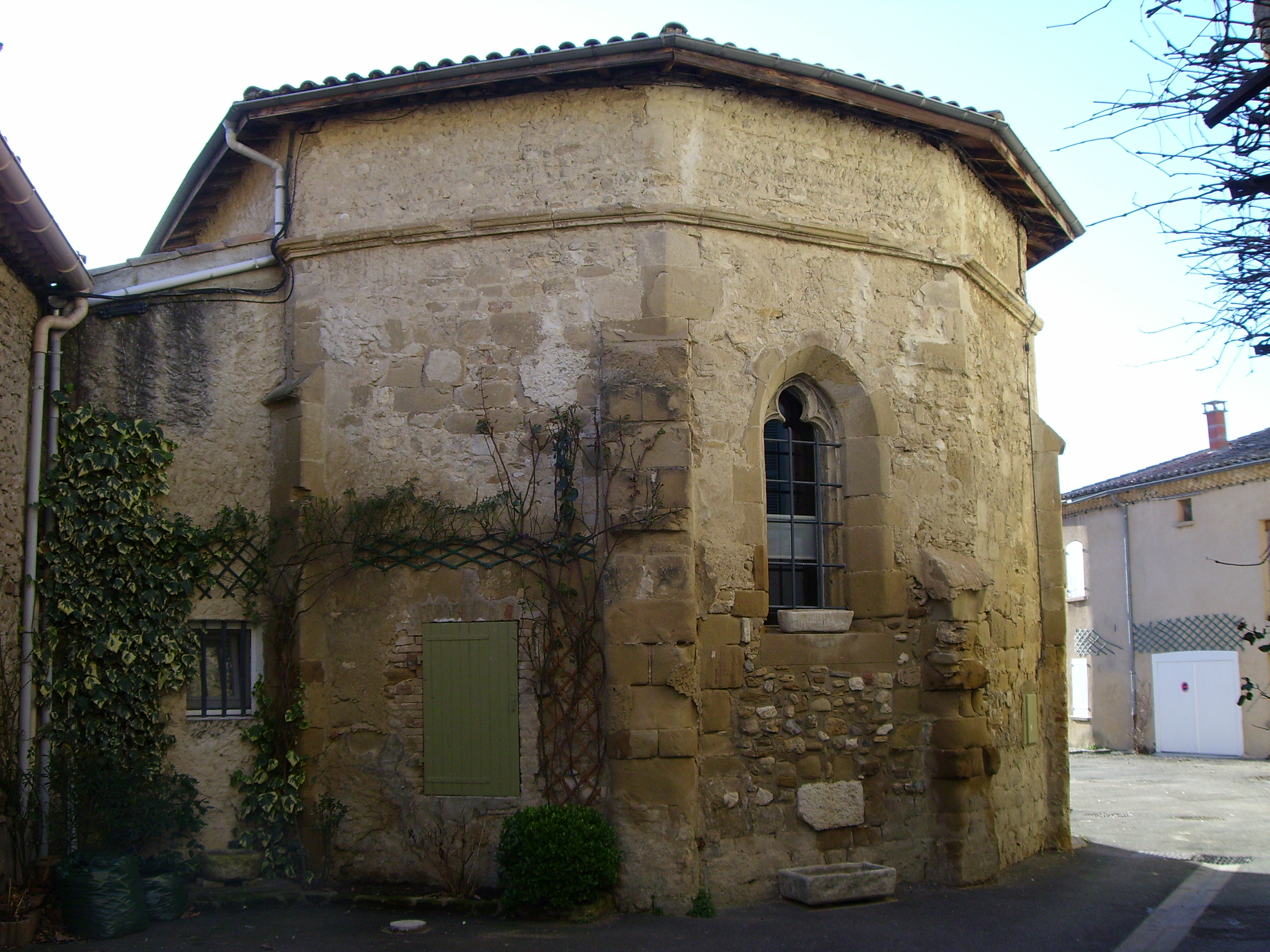
Chevet de l'ancienne église.
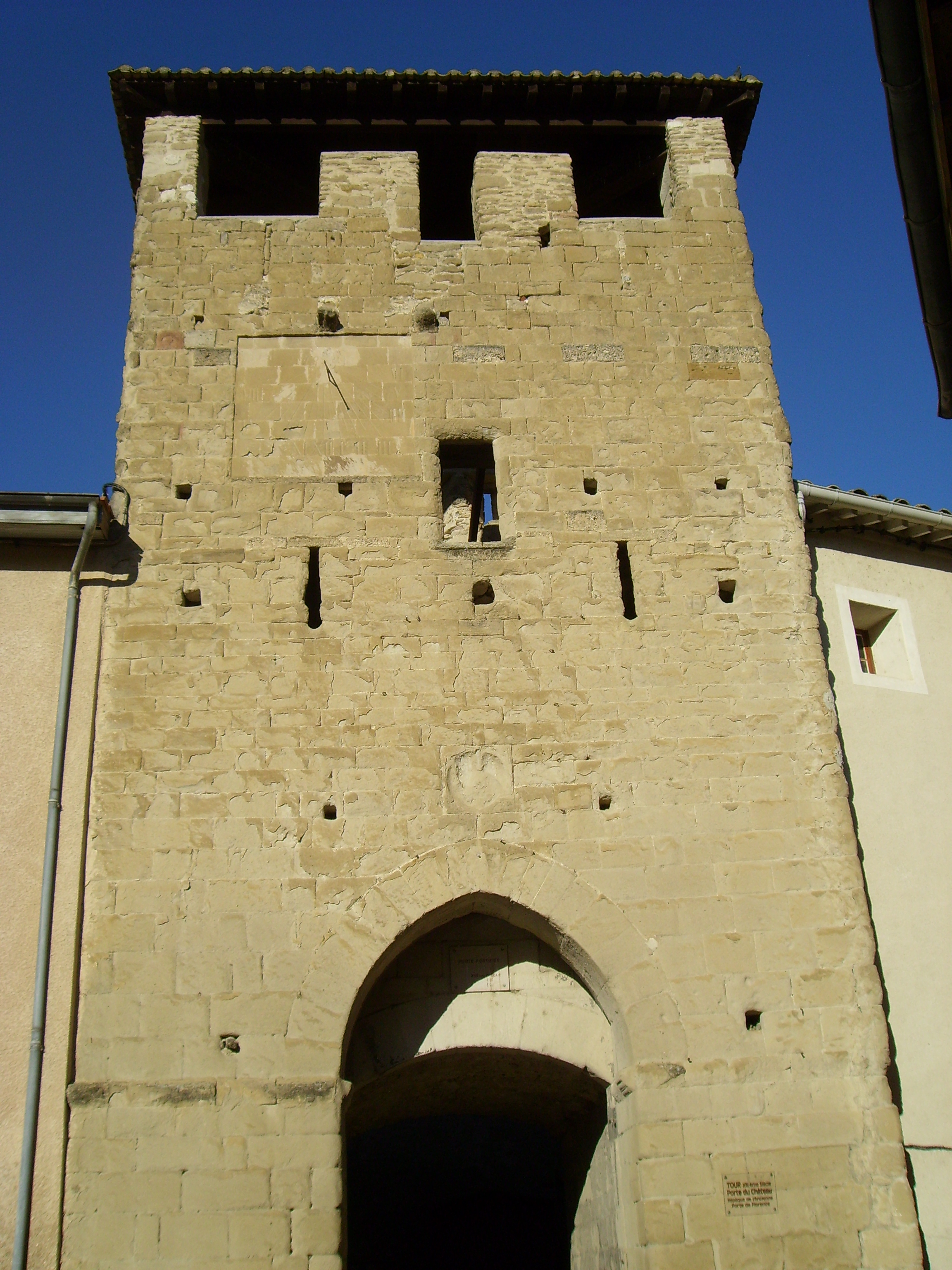
Porte fortifiée.
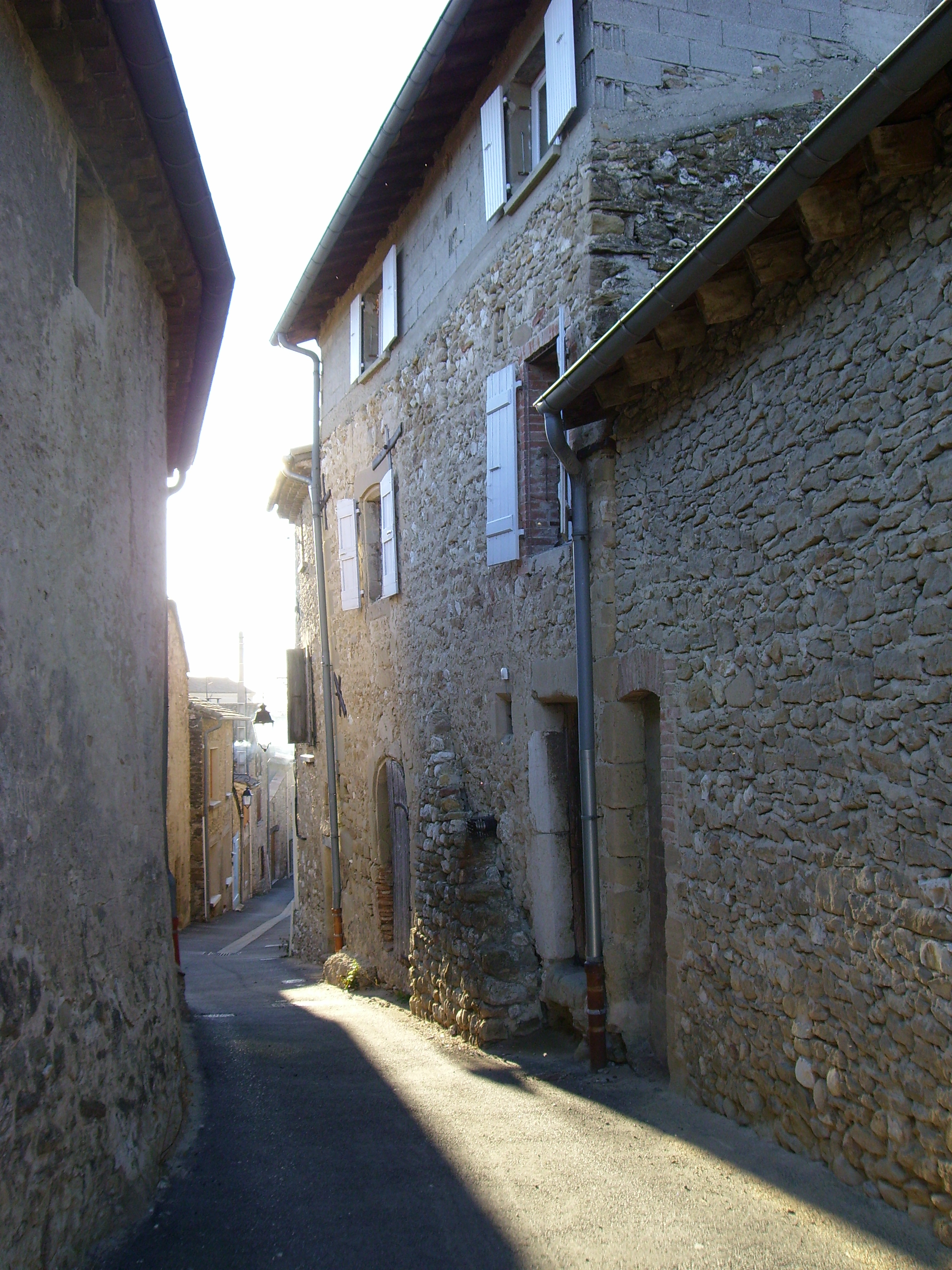
Vieille rue de Montvendre.
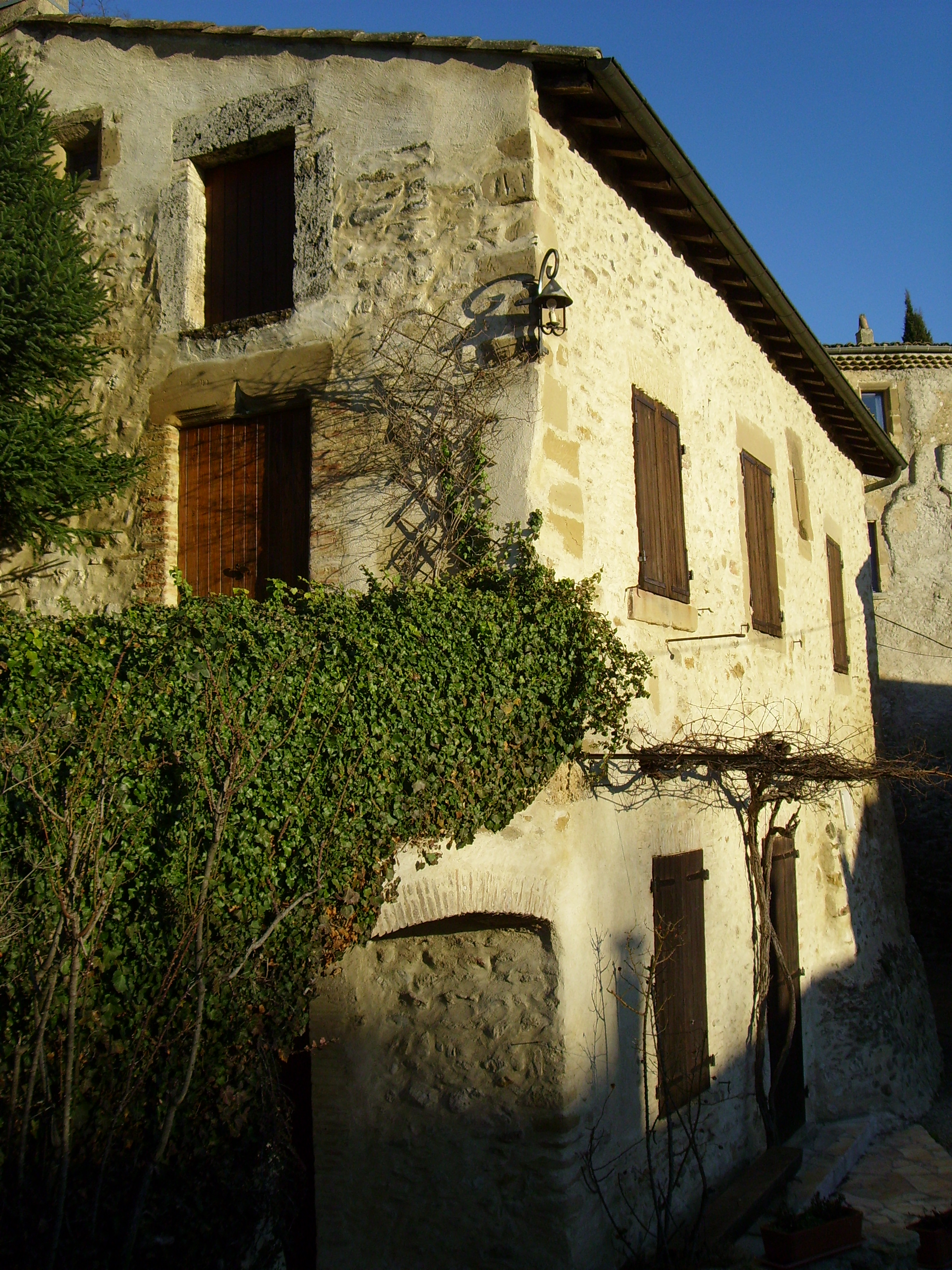
Maison consulaire.
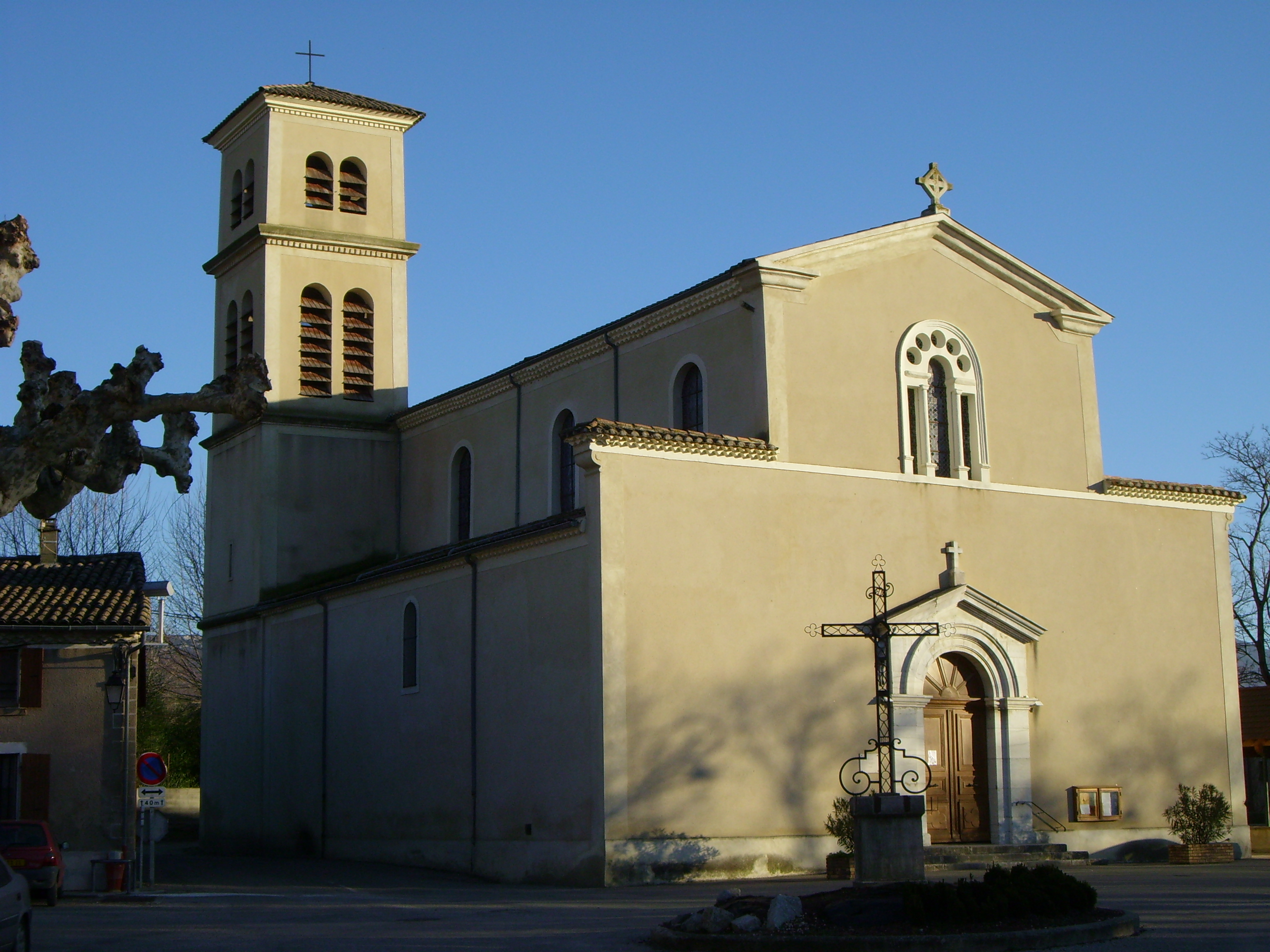
Église Saint-Blaise.
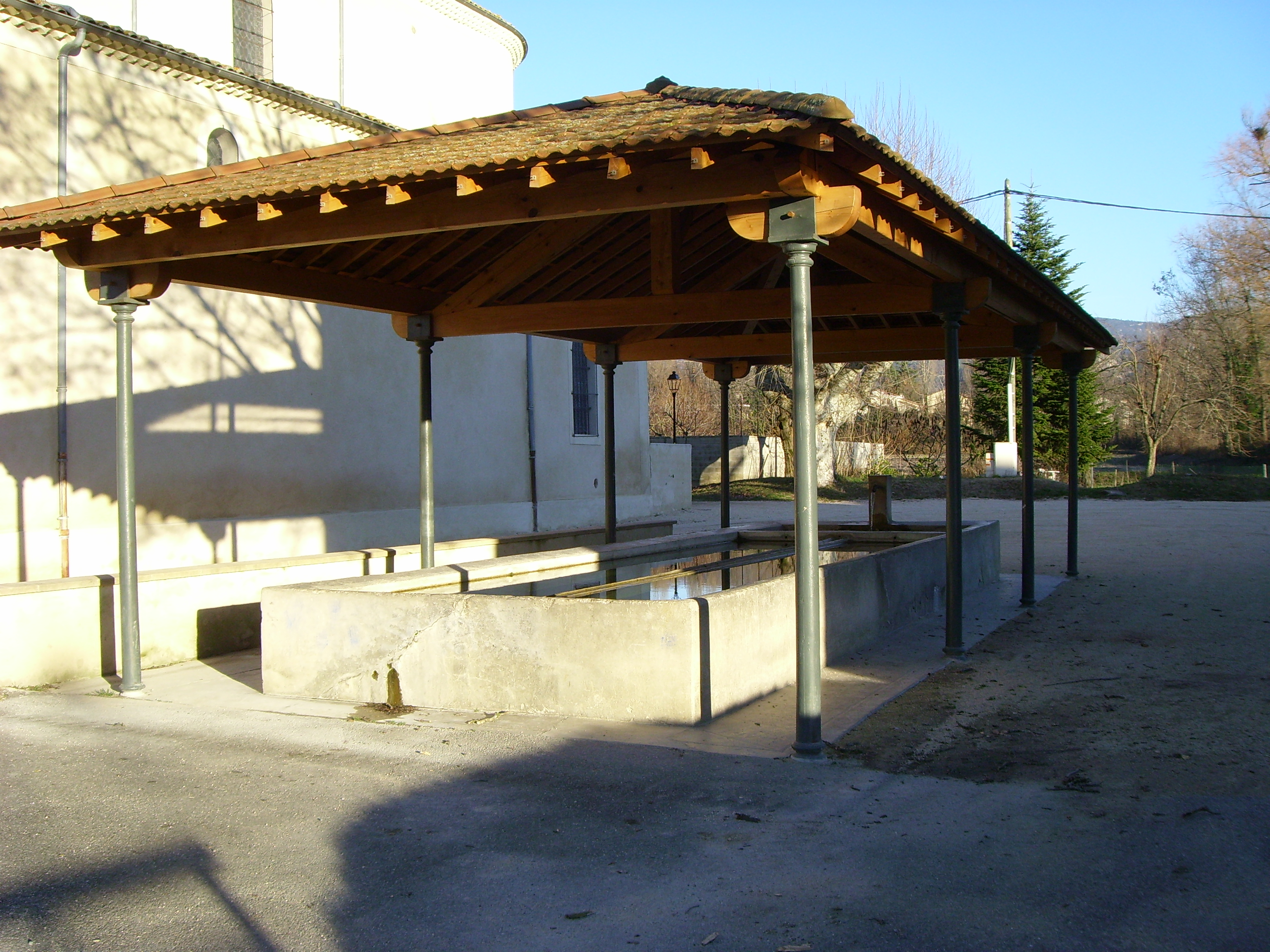
Lavoir.
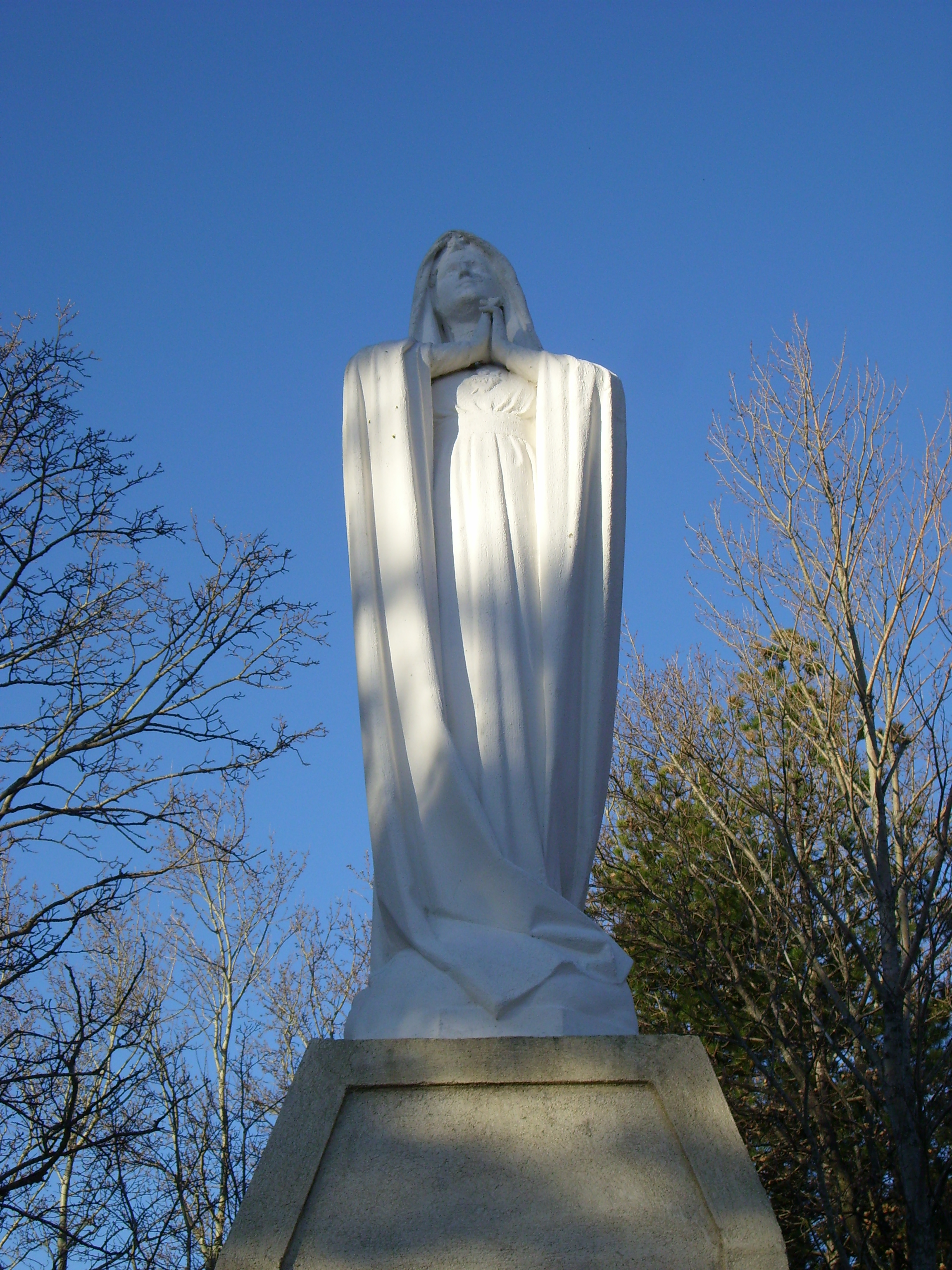
Vierge dominant Montvendre.
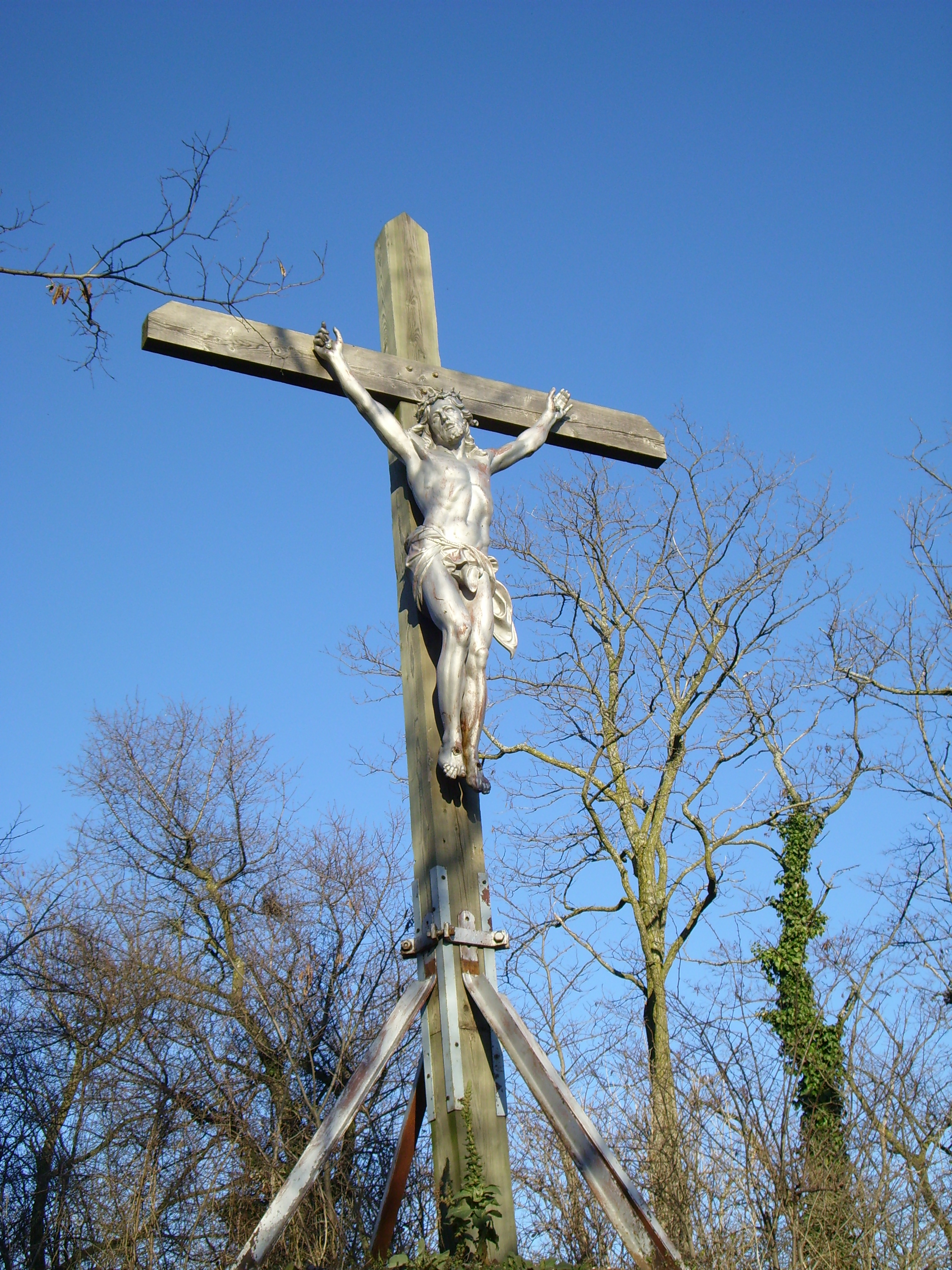
Croix monumentale dominant Montvendre.

### Patrimoine culturel
Le patois
Deux textes sont rapportés : La grossa sarpint et Quitan la tante Noemie.
Associations
- Association : Les « Amis de Montvendre » créée en 1975 et qui « a pour objectif de conserver, mettre en valeur et développer tout ce qui est susceptible de participer à l’embellissement et à la qualité de vie » du village[92].

### Patrimoine naturel
Montvendre est le dixième village botanique de la Drôme avec pour thème les plantes d'Extrême-Orient (250 espèces en 2014, plus 150 au Jardin Zen)[réf. nécessaire].
Le Jardin Zen est une copie architecturale du jardin sec du Ryōan-ji de Kyoto (Japon) en 1500, avec les lapiaz du Vercors et les kaolin de Larnage ; il est gratuitement ouvert au public.

### Personnalités liées à la commune
- Charles Flachaire (1887-1914), homme de lettres inscrit au Panthéon parmi les 560 écrivains morts pour la France.

### Héraldique, logotype et devise
|  | Montvendre possède des armoiries dont l'origine et le blasonnement exact ne sont pas disponibles. |